# Leptacinus batychrus
Leptacinus batychrus är en skalbaggsart som först beskrevs av Leonard Gyllenhaal 1827.  Leptacinus batychrus ingår i släktet Leptacinus, och familjen kortvingar. Arten är reproducerande i Sverige.